# 山水画

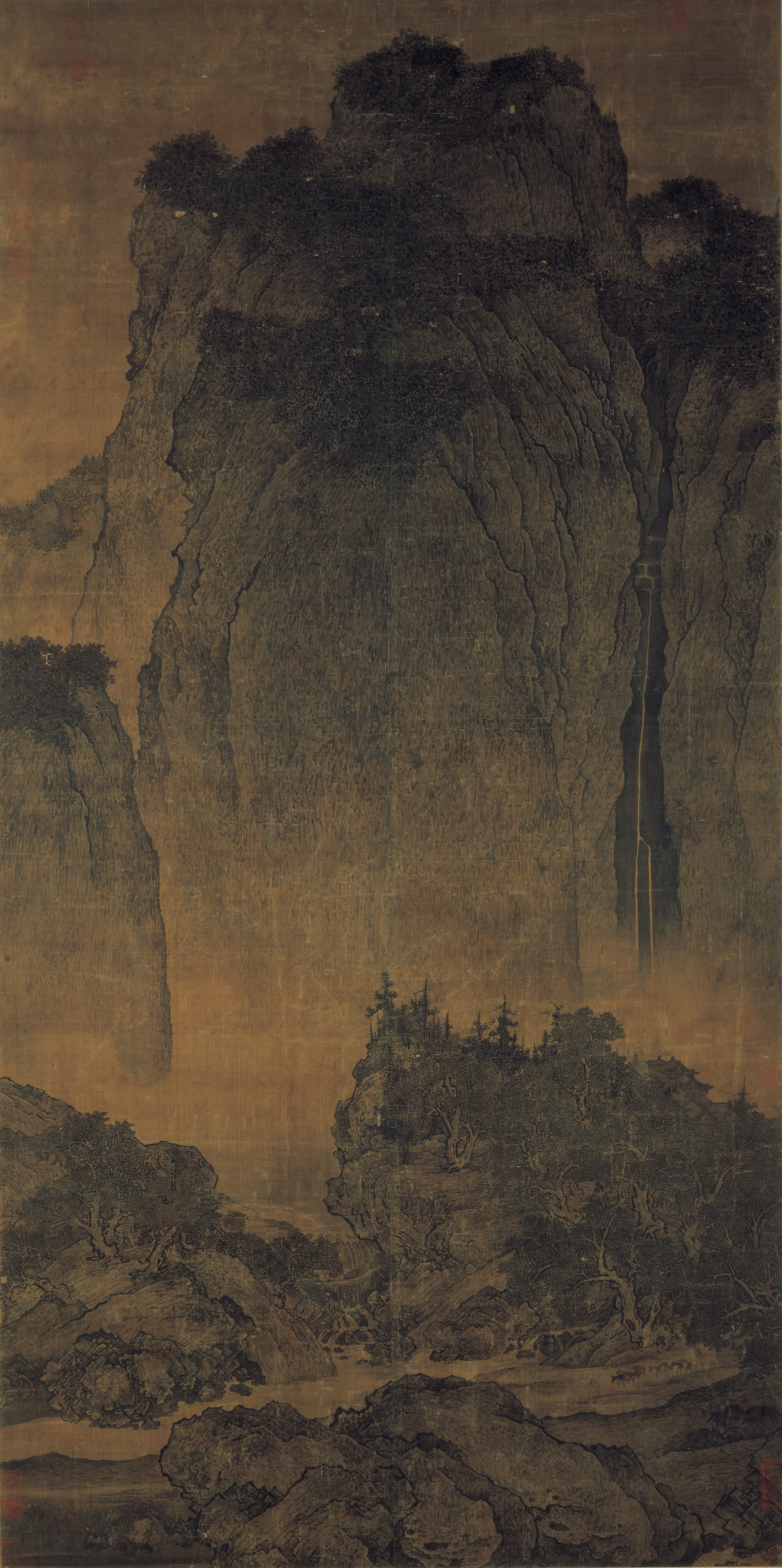
范寬《溪山行旅圖》全景式高遠構圖，鑿痕密布的雨點皴 (Note: 也作「芝麻皴」、「點皴」或「點錯皴」。)，迎面來氣勢非凡。

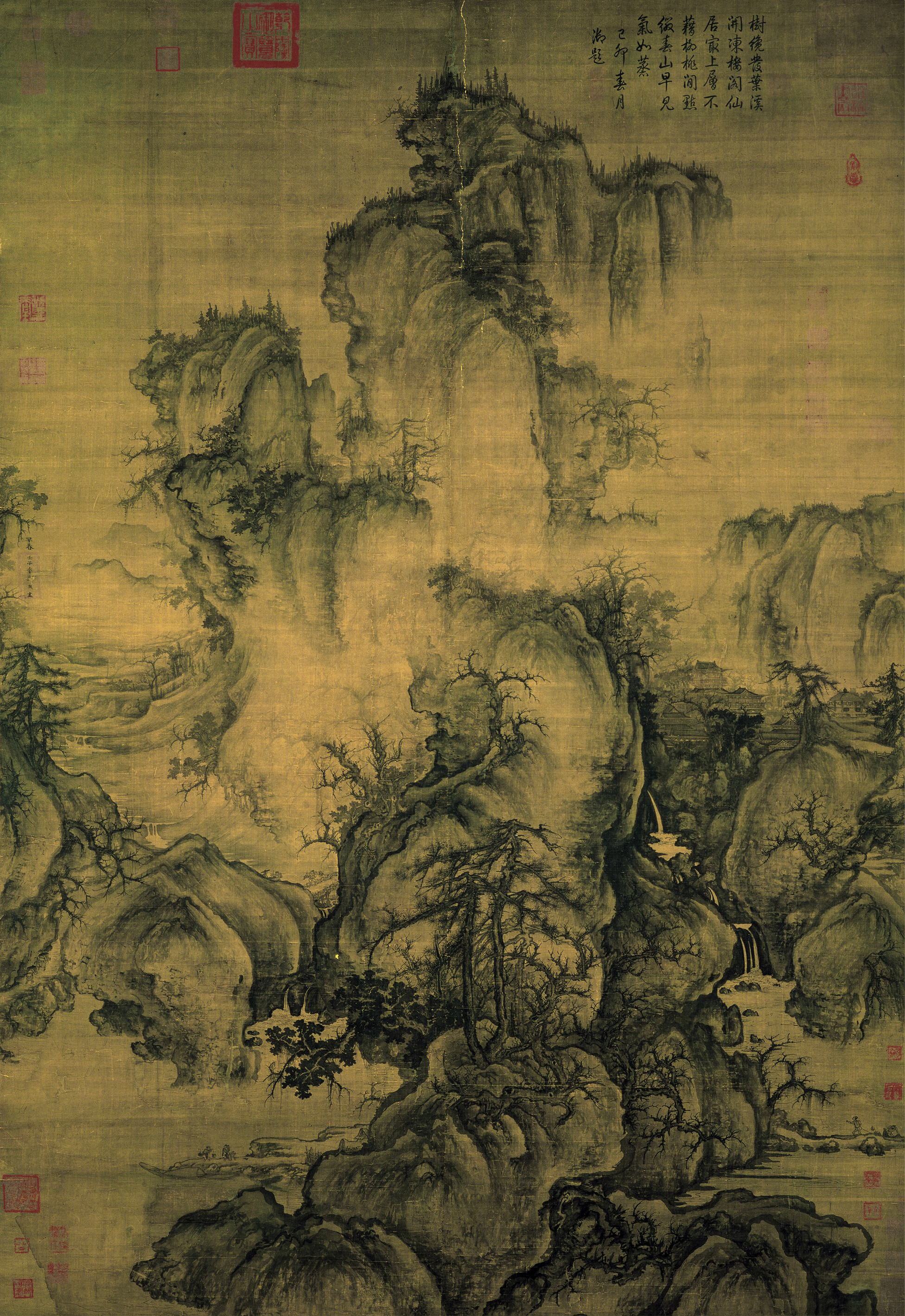
郭熙《早春圖》S 形構圖，雲頭皴 (Note: 也作「卷雲皴」、「亂雲皴」或「鬼面皴」。)山石、蟹爪枝，配上繚繞的筆墨，使得畫面極富戲劇張力。

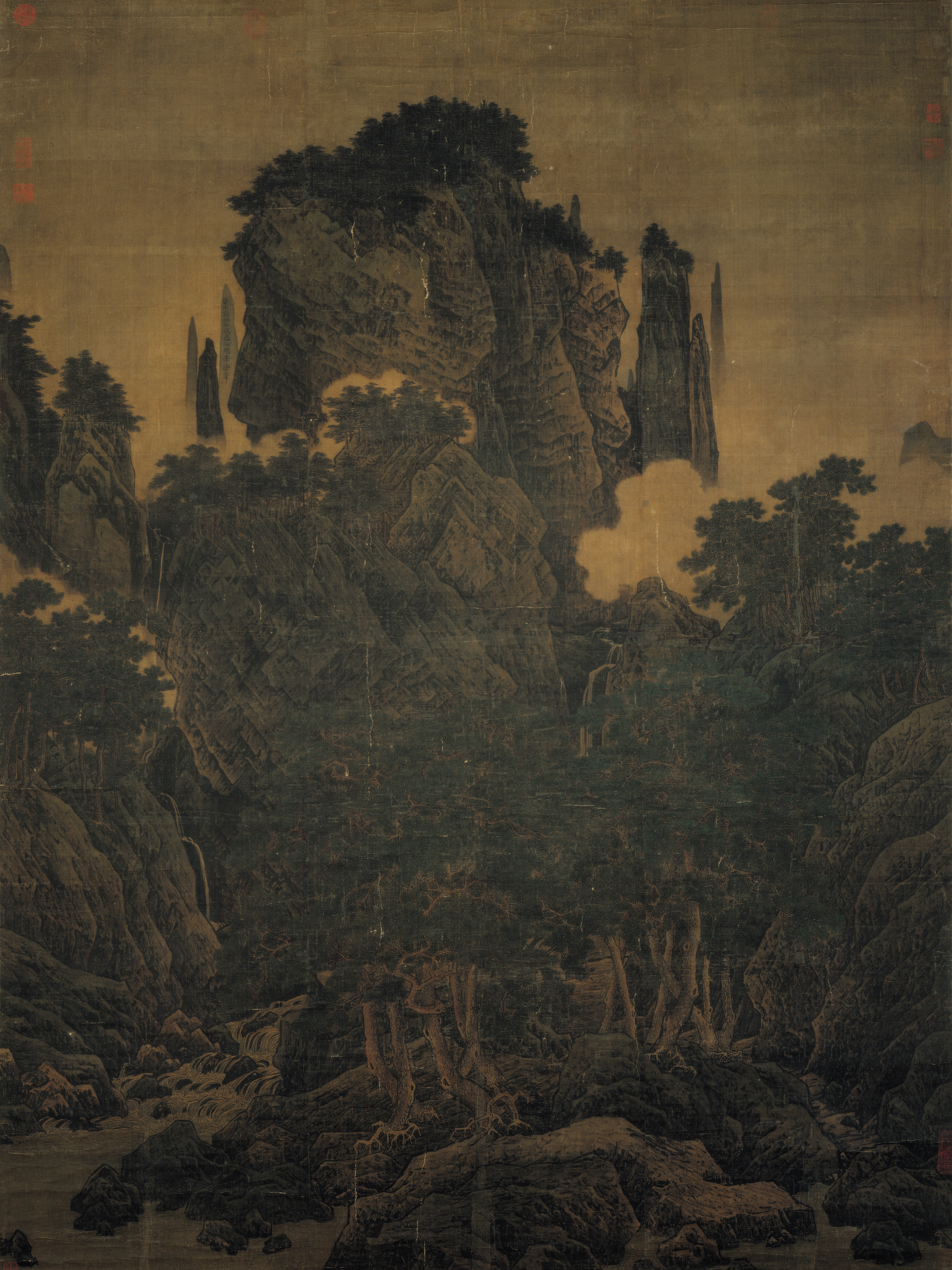
李唐《萬壑松風圖》師承范寬一脈，改良為小斧劈皴，景深亦拉近，通幅施以濃重青綠。

趙孟頫《鵲華秋色圖》平遠構圖，運用解索皴，質樸古意，確立日後文人畫的標竿。

山水画是中国画的一个重要分支，从隋朝就开始出现山水画，山水画强调“平远”、“高远”和“深远”更甚則以闊远，运用散点透视法，平远如同“漫步在山阴道上”，边走边看，焦点不断变换，可以画出非常长的长卷，括进江山万里；高远如同乘降落伞从山顶缓慢下降，焦点也在变换，从山顶画到山脚，可以画出立轴长卷；深远则运用远近山的形状深淡对比，画出立体，山谷深邃的效果。

## 歷史
唐朝山水画有多個流派，一派以青綠山水画家李思训為代表，他发明的斧劈皴法，画中重用色彩，浓墨点苔上也用鲜亮的石青敷色，非常适合表现北方阳光灿烂、峭壁高耸的山峰。一派以吳道子為代表，注重線描，不設色。一派以張璪、王墨為代表，注重墨法。而王维兼學諸家，雖偏重青綠，亦用水墨，偶近吳道子。:166
五代時期山水畫發展較為停滯，但存在個別畫家有突出的表現，如荊浩和關仝。荊浩兼采吳道子和項容，筆墨並重，開創了“全景山水”。關仝師承荊浩，但青出於藍而勝於藍，形成“關家山水”的畫風。二人並稱“荊關”。:233-234同时这亦是山水画创作的高峰时期，并在宋代初期得以继续延续。
宋代初年畫家繼承關仝的理念，主張“遠取其勢，近取其質”。同時後來技法也漸漸豐富，出現了“淡墨輕嵐”、“溶金碧與水墨于一爐”等等畫法。湯垕說“唐畫山水，至宋始備”，他認為宋代最杰出的畫家為“三家”，即董、李、范。:277-280山水画在北宋中后期，盛行临慕李成的画，社会创作亦转向保守与复古。
元朝山水畫畫家最著名者為元四家，即黃、王、倪、吳。他們講究“清高”、“超然”，以“深山野水為友”。不過總體來說元朝山水畫可以分為以下幾派：:402-403
1. 受到唐代二李（李思訓和李昭道）、南宋二趙（赵伯驹、赵伯骕）影響的，工青綠山水，如錢選、趙孟頫，但二人同時也擅長水墨畫。
2. 繼承米氏雲山（米芾和其子米友仁開創）一脈的，如高克恭、方從義。
3. 繼承董源、巨然一脈的，即元四家，為一時極盛。
4. 繼承馬遠、夏珪一脈的，如孫君澤、丁野夫、陳君佐。
5. 繼承李成、郭熙成一脈的，如朱德潤、唐棣、劉伯希。
6. 界畫，別具一格，有“元季界畫可為第一”之說，代表畫家為王振鵬、朱玉、夏永。

明代山水畫在各類繪畫中最為出眾，文人多為之。明代山水畫流派也極多，有的是按地區劃分的（如吳門畫派、華亭派），有的是按風格劃分的（如浙派、院派），而它們互相之間畫風之間也有重疊，因此至今不同學者之間也有不同的分類方法。其中較重要的為吳門派和浙派。吳門派上追董巨及元四家，為典型的文人畫，又稱“利家畫”，此派代表性畫家為吳門四家。浙派的創始人是戴進，取法李唐及馬遠、夏珪。浙派的支派江夏派也較為出名，創始人為吳偉，實際上此派常與浙派混為一談。師法南宋畫院畫師的院派有時也會和浙派聯繫到一起，唐寅有時也被劃歸這一派。他們都比較注重繪畫技法，較缺乏文人氣，因而受到文人們抨擊，如張庚在《浦山論畫》中說浙派具有四大缺點，即“硬板禿拙”。此外，明代大畫家董其昌屬於華亭派、藍瑛屬於武林派、項元汴屬於嘉興派。:478-487
清初至乾隆時，山水畫繼承明代傳統，文人畫繼續占統治地位。四僧（弘仁、髡殘、八大山人和石濤）、揚州八怪等人強調“借古開今”、另闢蹊徑。而號稱“正傳派”的“婁山派”和“虞山派”代表人物四王（王時敏、王鑒、王翚、王原祁）強調繼承古人，要“宛然古人”才好。當時兩派中正傳派佔上風:554-555。嘉慶至清末山水畫開始走下坡路，這一時期的畫家主要繼承正傳派。乾嘉時期的黃易、奚岡，嘉道時期的張崟，道咸時期的湯貽汾、戴熙都較為出名，其中湯戴二人更與四王並稱“四王湯戴”:587-588。

### 近代山水畫
新一代大师如黄宾虹、李可染、张大千、傅抱石、关山月等人吸收西方绘画理论，深入观察自然，创造自己的风格，使山水画重新注入生气，将山水画发展到一个新阶段。而傅抱石和关山月合作的《江山如此多娇》开创了国画巨幅山水的先河。近代出现许多表现新的题材的年轻山水画家，用国画技法描绘黄土高原、西北大漠、西藏雪山、热带雨林，甚至境外各国的风景。山水画出现一个全新的局面，直到现代。

## 技法
山水画的技法包括“勾”、“皴”、“擦”、“染”、“点”五個步骤，先用墨线勾出山石的轮廓，再用各种皴法画出山石明暗向背，然后用淡墨渲染，进一步加强山石的立体感，最后用浓墨或鲜明的颜色点出石上青苔或远山的树木。
独特的绘画技法，形成了中国画特有的语汇：毛、涩、苍、润等等。所谓运笔，就是指用带有水分的毛笔，在绢纸上擦出既毛涩、又苍润的痕迹。只有对笔性、墨性、水性、纸性都有着深刻理解的画家，才有可能下笔有力、点如坠石。这种力量，是艺术家内心和情感的表现，虽然不讲究透视，却力透纸背、意赋流形，从而对观者产生共鸣。

## 特征
不拘泥于物体本身的真实性，而重在其背后的主观真实，“山川使我为山川言”，这是中国山水画一个非常重要的特征。
从古代起，中国的山水画的特点是必须有人或建筑出现在画上，这幅画才显出生气；日本古代虽然也是学习中国画的技法，但日本的风景画始终没有人或动物出现，显示的是宁静的气氛；欧洲则直到文艺复兴时期才出现作为人物背景的风景，到了17世纪才开始有纯粹的风景画。